# Euphorbia columnaris
Euphorbia columnaris P.R.O.Bally es una especie fanerógama perteneciente a la familia Euphorbiaceae. Es endémica de Somalia. 

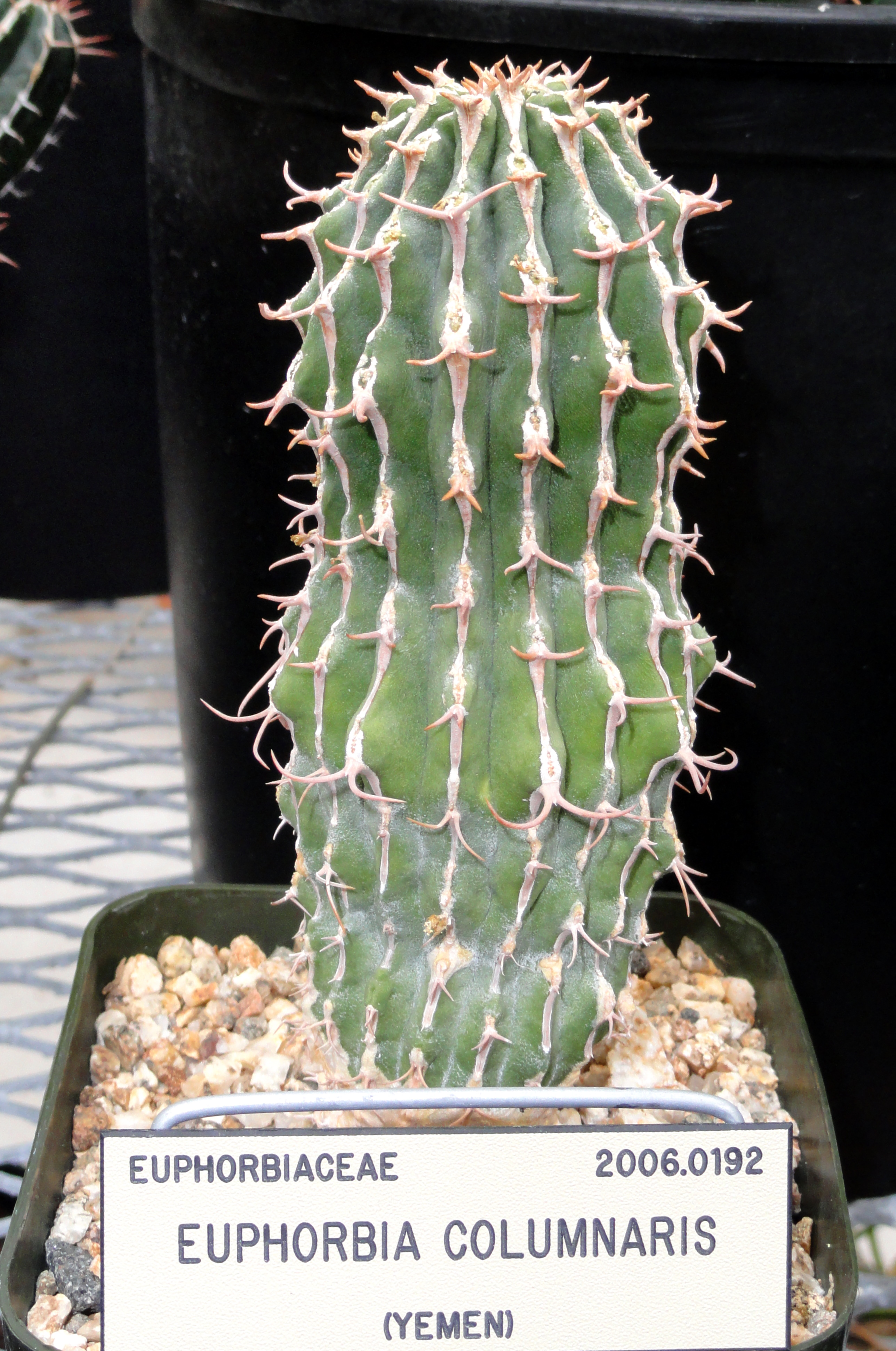
Vista de la planta

## Descripción
Es una planta suculenta perennifolia con un tallo erecto solitario que alcanza un tamaño de 1,3 m de altura y 8 cm de diámetro; tallo ramificado sólo cuando se daña en el ápice, cilíndrico, de 5-8 cm de espesor, con 13 a 17 ángulos, los ángulos separados por surcos profundos, dentados, con dientes de 5-15 mm; espinosos.

## Ecología
Se encuentra en las grietas de roca de yeso con Aloe inermis, Jatropha nogalensis, Cleome droserifolia, Negripteris scioana, Adenia aculeata, especies de Launaea y Commiphora, a una altitud de 730-760 metros.
Hay algunas plantas injertadas en el cultivo.
Bally (1964) observó un descenso alarmante en el número de las poblaciones dispersas. Las causas hay que buscarlas en el exceso de pastoreo. "Probablemente, la Euphorbia más rara de todas, esta especie está prácticamente extinguida en su hábitat".

## Taxonomía
Euphorbia columnaris fue descrita por Peter René Oscar Bally y publicado en Candollea 19: 151. 1964.
Etimología
Euphorbia: nombre genérico que deriva del médico griego del rey Juba II de Mauritania (52 a 50 a. C. - 23), Euphorbus, en su honor – o en alusión a su gran vientre –  ya que usaba médicamente Euphorbia resinifera. En 1753 Carlos Linneo asignó el nombre a todo el género.
columnaris: epíteto latino que significa "con forma de columna".